# 邱福龍
邱福龍（英語：Khoo Fuk-Lung , James，1964年2月21日—），生於香港，是著名香港漫畫家，自小熱愛畫漫畫。他早年在香港島華富邨長大，1978年畢業於華富邨寶血小學。

## 簡歷
1978年7月進入香港漫畫圈，跟隨主筆白金龍，負責一般的助理工作。一個月後，因家庭極力反對下，終告離職，重返校園。 
1980年1月，他不理家人反對，重返玉郎機構，加入“玉郎御林軍”（黃玉郎當時的助理團別稱），並得到公司賞識，開始在《龍虎門》、《如來神掌》、《醉拳》繪畫彩色封面，開創了香港漫畫以人手繪製彩圖（水墨及彩稿製作）的先河，代替了傳統的人工分色，成為漫畫行中的首位繪畫彩稿封面的美術師。這段期間也曾為《小強漫畫集》、《漫畫王》、《玉郎漫畫》寫稿、繪畫封面及書內插畫，一幹便十餘年。 
1987年股災和涉嫌訛騙事件，令黃玉郎惹上官非而入獄，玉郎集團易主並改名為文化傳信。
及後邱福龍發覺當漫畫助理的作為有限，便萌生出版個人漫畫之念頭。 1988年計劃出版福龍漫畫，後因信心問題而告吹。年餘後，在文化傳信支持下，積極籌備一本較商業的漫畫，亦即是1989年8月22日出版的首本個人單行本《鐵將縱橫》，但只寫了第1至17期，便因合約問題而離開公司，由主筆李志清接手續繪。 
1991年4月轉投龍乘風出版社，編寫綜合漫畫《公仔書》第1、2期。 
1991年7月，出版改編自日本小說《宮本武藏》的長編武俠漫畫《東方不敗》，但亦只寫了第1至20期，《東方不敗》便由其他主筆接手。 
1992年7月，邱福龍與合夥經營書屋「漫畫天下」的葉國成組成騰龍出版社，出版精裝科幻漫畫《龍神》，銷量空前成功，可說是邱福龍的代表作。 
但1993年年黃玉郎出獄後，邱福龍放棄與葉國成合作而改投黃玉郎新組的公司玉皇朝，擔任旗下漫畫刊物的美術總監。如此一來，《龍神》出版至第5期便無疾而終，葉國成也因邱福龍的離開而令生意虧本，更引致後來的一場官司的發生。 
邱福龍與及其騰龍時代的助理班底，在玉皇朝的首要工作，便是製作黃玉郎著的《天子傳奇》。 
1996年，邱福龍重新編繪黃玉郎的名著《小魔神》。 
1998年，邱福龍編繪《超人迪加》的香港版。 
1999年，玉皇朝奪得《龍神》的版權，邱福龍於是得以於2000年將新《龍神》續繪。
2002年，邱福龍編繪以西遊記為藍本的《大聖王》。
至今，大部份以黃玉郎名義出版的漫畫，例如《神兵玄奇》、《新著龍虎門》等，大多是由邱福龍作美術總監，負責角色的設定、封面草稿、以及代筆起稿，但亦因此難以兼顧自己的作品。 歸根究底，港漫助理制度的問題，令邱福龍終究擺脫不了「當漫畫助理的作為有限」的客觀必然。
2007年，邱福龍完成《火雲邪神》決定獨立發展，自組「福龍動漫畫有限公司」，不過因其製作班底及作品皆與「玉皇朝」有關，有傳聞「福龍動漫畫有限公司」只是「玉皇朝」的子公司，好讓邱福龍以自己名義出版自己作品。但傳聞未經證實。
2008年，邱福龍借神兵之名，推出《神兵玄奇4》故事描述主角紀辰天如何由窮小子，誤墜異空間的種種遭遇。
2008年，黃玉郎重拾《醉拳》版權，以邱福龍主編《黃玉郎醉拳》，12月3日出版。
2009年，《神兵4》第63期後記，聲稱已經透過廖瑞賢協助，取得台灣名作家九把刀的作品《少林第八銅人》的改編權利，在《神兵4》結束後推出此一新作。
2010年8月，推出九把刀另一本作品《功夫》漫畫版。
2011年，5月推出《少林寺第八銅人外傳》，8月推出《刺·皇》。
2012年，邱福龍脫離「玉皇朝」，自立門戶成立公司「DARK」，於2月重新推出《鐵將縱橫》。

## 風格
邱福龍深受歐美及日本的漫畫、插畫家影嚮，他的繪畫技巧全是自學得來的，筆法蒼勁有力，色感強烈，對透視掌握尤其精湛。

## 影響
現今玉皇朝出品的漫畫，其風格就是建基於邱福龍。 他蒼勁的風格與馬榮成的細緻風格在港漫界可謂並足而立。

## 評價
邱福龍的名氣並沒有黃玉郎、馬榮成或溫日良大，大概因其性格比較低調。很多人認為以黃玉郎名義出版的漫畫是黃玉郎本人所畫，但其實很多都以邱福龍代筆。早期的邱福龍作品經常嚴重脫期，像《東方不敗》、《鐵將縱橫》，創刊時定為雙週刊，但之後一期比一期遲出版，有時兩期相隔多月，又往往出版至十多期換了其他人為主筆，難以積聚讀者群。但2002年之後的作品已大幅改善了脫期易手狀況。

## 漫畫作品
- 《邱福龍勁畫集》

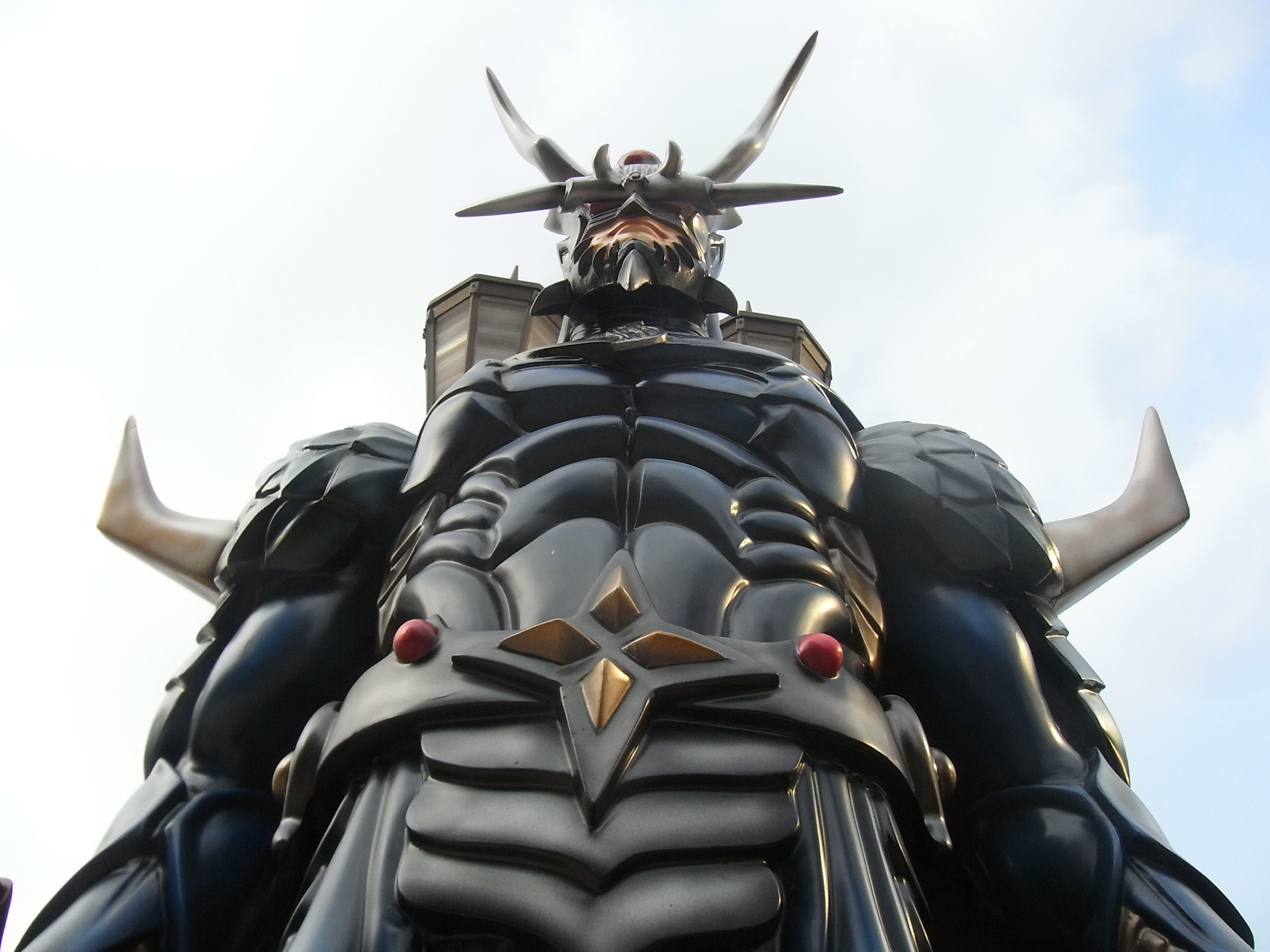
邱福龍《龍神》

- 1990年《鐵將縱橫》（全46期，編繪至17期）
- 1991年《公仔書》
- 1991年《東方不敗》（全52期，編繪至20期）
- 1992年《龍神》
- 1996年《小魔神》（全102期）
- 1998年《超人迪加》（全8期）
- 1999年《新著龍神》（全38期）
- 2002年《大聖王》（全157期）
- 2007年《火雲邪神》（全16期）
- 2008年《神兵4》
- 2009年《少林寺第八銅人》（全60期）
- 2010年《功夫》（全36期）
- 2011年《少林寺第八銅人外傳》（全16期）
- 2011年《刺·皇》（全20期）
- 2012年《鐵將縱橫》（全248期）
- 2016年《山海逆戰》（全343期）
- 2023年《虎甲人》（全70期）
- 2024年《龍神》（續1992年版之故事）

## 外部連結
- Hong Kong and Guangdong Artists （页面存档备份，存于）
- 八方人物：信港漫未死　邱福龍黑暗中等光